# Pusionella remorata
Pusionella remorata is een slakkensoort uit de familie van de Clavatulidae. De wetenschappelijke naam van de soort is voor het eerst geldig gepubliceerd in 1905 door Sykes.